# Масловиці (Велюнський повіт)
Масловиці (пол. Masłowice) — село в Польщі, у гміні Велюнь Велюнського повіту Лодзинського воєводства.
Населення — 758 осіб (2011).
У 1975-1998 роках село належало до Серадзького воєводства.

## Демографія
Демографічна структура станом на 31 березня 2011 року:
|          | Загалом | Допрацездатний вік | Працездатний вік | Постпрацездатний вік |
| -------- | ------- | ------------------ | ---------------- | -------------------- |
| Чоловіки | 381     | 69                 | 272              | 40                   |
| Жінки    | 377     | 69                 | 219              | 89                   |
| Разом    | 758     | 138                | 491              | 129                  |